# Венсен (станция RER)
Венсен — станция линии A транспортной сети RER. Расположена в пригороде Парижа Венсене. Станция открылась в 1969 году. Является узловой станцией из-за разделения линии на 2 части (в сторону станции Буасси-Сен-Леже и Марн-ля-валле-Шесси). В пешей доступности от станции располагаются две станции линии 1 Парижского метрополитена: Беро (500 метров) и Шато-де-Венсен (700 метров).
Станция представляет собой две подземные боковые платформы мелкого заложения. Колонны между путями отсутствуют.

## Общественный транспорт
- Автобус: 56, 115, 124, 215, 318, 325